# Miguel Montuori
Miguel Ángel Montuori (Rosario, 24 settembre 1930 – Firenze, 4 giugno 1998) è stato un calciatore argentino naturalizzato italiano, di ruolo attaccante.

## Biografia
Nacque nella città argentina di Rosario da padre di origini napoletane e madre afro-argentina.

## Carriera

### Club
Dopo essere stato ingaggiato dal Racing di Avellaneda, non trovando spazio, preferì emigrare in Cile, dove vestì la maglia dell'Universidad Catolica di Santiago e vinse il campionato cileno del 1954.
Fu chiamato in Italia, nell'estate del 1955, dal presidente della Fiorentina Enrico Befani, che aveva dato ascolto ad un suggerimento di un religioso italiano, padre Volpi, di stanza in Cile. Padre Volpi aveva trascorsi agonistici ed era del parere che quel ragazzo argentino possedesse numeri non disprezzabili.
Arrivò a Firenze nel 1955 e vinse subito lo scudetto, seguito da quattro secondi posti consecutivi in campionato. Quella Fiorentina, con Montuori centravanti, vinse anche la Coppa Grasshoppers del 1957, la Coppa delle Coppe e la Coppa Italia 1960-1961. Perse invece le finali di Coppa Italia nel 1958 e nel 1959-1960 e di Coppa dei Campioni, arrendendosi soltanto al Real Madrid di Di Stefano e Puskas nel 1956-1957, allo stadio Santiago Bernabéu.
Nella primavera del 1961, in un incontro amichevole a Perugia, Montuori fu colpito da una pallonata che gli causò il distacco della retina con conseguenti disturbi visivi.
Si chiuse così, a soli 28 anni, la sua carriera, comprendente 162 presenze e 72 reti in Serie A, tutte in maglia viola, per 184 presenze e 79 reti complessive.

### Nazionale
Fu il primo calciatore di colore a giocare per la Nazionale italiana, con la quale disputò 12 incontri, realizzando 2 reti e indossando, primo oriundo nella storia azzurra, anche la fascia di capitano nella gara amichevole contro la Spagna disputatasi a Roma il 28 febbraio del 1959. Indossò la fascia di capitano anche durante la partita (per lui l'ultima in maglia azzurra) di Coppa Internazionale contro la Svizzera del 6 gennaio 1960 (l'ultima nella storia della competizione) nella quale siglò il definitivo 3-0.

Montuori (accosciato, secondo da destra) con la Nazionale italiana nel 1956

### Dopo il ritiro
Dopo il ritiro tentò di fare l'allenatore (prima in Italia e poi in Cile, dove era ritornato nel 1971).
Nel 1988 rientrò definitivamente in Italia, ottenne un impiego nella biblioteca comunale di Firenze e riprese ad allenare i giovani dell'Isolotto e Vingone, due piccole società fiorentine . Morì nel 1998 all'età di 67 anni a causa di un male incurabile  dopo dieci anni trascorsi in una casa acquistatagli dagli ex compagni viola .

## Caratteristiche tecniche
Era un centravanti dotato di senso del gol, rapidità,  tecnica sopraffina e costanza di rendimento.

## Statistiche

### Presenze e reti nei club italiani
| Stagione        | Squadra         | Campionato      | Campionato | Campionato | Coppe nazionali | Coppe nazionali | Coppe nazionali | Coppe continentali | Coppe continentali | Coppe continentali | Altre coppe | Altre coppe | Altre coppe | Totale | Totale |
| Stagione        | Squadra         | Comp            | Pres       | Reti       | Comp            | Pres            | Reti            | Comp               | Pres               | Reti               | Comp        | Pres        | Reti        | Pres   | Reti   |
| --------------- | --------------- | --------------- | ---------- | ---------- | --------------- | --------------- | --------------- | ------------------ | ------------------ | ------------------ | ----------- | ----------- | ----------- | ------ | ------ |
| 1955-1956       | Fiorentina      | A               | 32         | 13         | -               | -               | -               | -                  | -                  | -                  | -           | -           | -           | 32     | 13     |
| 1956-1957       | Fiorentina      | A               | 30         | 14         | -               | -               | -               | CC                 | 7                  | 1                  | -           | -           | -           | 37     | 15     |
| 1957-1958       | Fiorentina      | A               | 30         | 12         | CI              | 9               | 4               | -                  | -                  | -                  | -           | -           | -           | 39     | 16     |
| 1958-1959       | Fiorentina      | A               | 27         | 22         | CI              | 0               | 0               | -                  | -                  | -                  | -           | -           | -           | 27     | 22     |
| 1959-1960       | Fiorentina      | A               | 27         | 9          | CI              | 4               | 2               | -                  | -                  | -                  | CM          | 2           | 0           | 33     | 11     |
| 1960-1961       | Fiorentina      | A               | 16         | 2          | CI              | 0               | 0               | -                  | -                  | -                  | -           | -           | -           | 16     | 2      |
| Totale carriera | Totale carriera | Totale carriera | 162        | 72         |                 | 13              | 6               |                    | 7                  | 1                  |             | 2           | 0           | 184    | 79     |

### Cronologia presenze e reti in nazionale
| Cronologia completa delle presenze e delle reti in nazionale ― Italia | Cronologia completa delle presenze e delle reti in nazionale ― Italia | Cronologia completa delle presenze e delle reti in nazionale ― Italia | Cronologia completa delle presenze e delle reti in nazionale ― Italia | Cronologia completa delle presenze e delle reti in nazionale ― Italia | Cronologia completa delle presenze e delle reti in nazionale ― Italia | Cronologia completa delle presenze e delle reti in nazionale ― Italia | Cronologia completa delle presenze e delle reti in nazionale ― Italia |
| Data                                                                  | Città                                                                 | In casa                                                               | Risultato                                                             | Ospiti                                                                | Competizione                                                          | Reti                                                                  | Note                                                                  |
| --------------------------------------------------------------------- | --------------------------------------------------------------------- | --------------------------------------------------------------------- | --------------------------------------------------------------------- | --------------------------------------------------------------------- | --------------------------------------------------------------------- | --------------------------------------------------------------------- | --------------------------------------------------------------------- |
| 15-2-1956                                                             | Bologna                                                               | Italia                                                                | 2 – 0                                                                 | Francia                                                               | Amichevole                                                            | -                                                                     |                                                                       |
| 25-4-1956                                                             | Milano                                                                | Italia                                                                | 3 – 0                                                                 | Brasile                                                               | Amichevole                                                            | -                                                                     |                                                                       |
| 1-7-1956                                                              | Rio de Janeiro                                                        | Brasile                                                               | 2 – 0                                                                 | Italia                                                                | Amichevole                                                            | -                                                                     |                                                                       |
| 11-11-1956                                                            | Berna                                                                 | Svizzera                                                              | 1 – 1                                                                 | Italia                                                                | Coppa Internazionale                                                  | -                                                                     |                                                                       |
| 9-12-1956                                                             | Genova                                                                | Italia                                                                | 2 – 1                                                                 | Austria                                                               | Coppa Internazionale                                                  | -                                                                     |                                                                       |
| 12-5-1957                                                             | Zagabria                                                              | Jugoslavia                                                            | 6 – 1                                                                 | Italia                                                                | Coppa Internazionale                                                  | -                                                                     |                                                                       |
| 4-12-1957                                                             | Belfast                                                               | Irlanda del Nord                                                      | 2 – 2                                                                 | Italia                                                                | Amichevole                                                            | 1                                                                     |                                                                       |
| 22-12-1957                                                            | Milano                                                                | Italia                                                                | 3 – 0                                                                 | Portogallo                                                            | Qual. Mondiali 1958                                                   | -                                                                     |                                                                       |
| 15-1-1958                                                             | Belfast                                                               | Irlanda del Nord                                                      | 2 – 1                                                                 | Italia                                                                | Qual. Mondiali 1958                                                   | -                                                                     |                                                                       |
| 23-3-1958                                                             | Vienna                                                                | Austria                                                               | 3 – 2                                                                 | Italia                                                                | Coppa Internazionale                                                  | -                                                                     |                                                                       |
| 28-2-1959                                                             | Roma                                                                  | Italia                                                                | 1 – 1                                                                 | Spagna                                                                | Amichevole                                                            | -                                                                     | Cap.                                                                  |
| 6-1-1960                                                              | Napoli                                                                | Italia                                                                | 3 – 0                                                                 | Svizzera                                                              | Coppa Internazionale                                                  | 1                                                                     | Cap.                                                                  |
| Totale                                                                |                                                                       | Presenze                                                              | 12                                                                    |                                                                       | Reti                                                                  | 2                                                                     |                                                                       |

## Palmarès

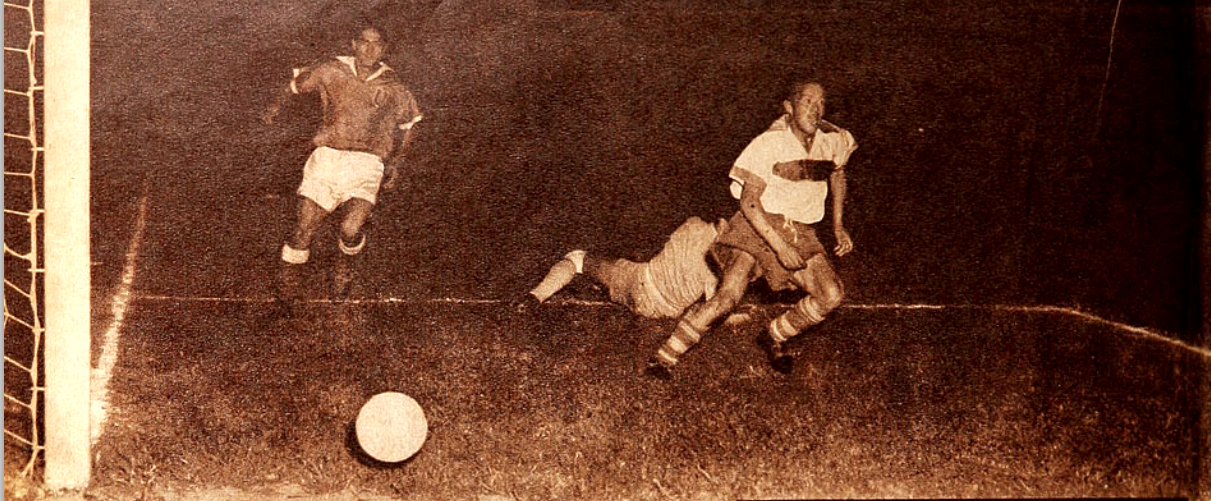
Il terzo gol segnato da Montuori nella partita Universidad Católica - Universidad de Chile 5-0 (1954)

### Competizioni nazionali
- Campionato cileno: 1

Universidad Católica: 1954
- Campionato italiano: 1

Fiorentina: 1955-1956
- Coppa Italia: 1

Fiorentina: 1960-1961

### Competizioni internazionali
- Coppa Grasshoppers: 1

Fiorentina: 1957
- Coppa dell'Amicizia italo-francese: 2

Fiorentina: 1958-1959 1959-1960
- Coppa delle Alpi: 1

Fiorentina: 1960-1961
- Coppa delle Coppe: 1

Fiorentina: 1960-1961